# Очекивано трајање живота
Очекивано трајање живота је статистичка мера просечног времена током кога се очекује да ће један организам живети, на основу године њеног рођења, његовог тренутног узраста и других демографских фактора, укључујући пол. Најчешће коришћена мера очекиваног трајања живота је при рођењу (LEB), која се може дефинисати на два начина. Кохортни LEB је просечна дужина живота стварне родне групе (свих појединца рођених дате године) и може се израчунати само за кохорте рођене пре много деценија, тако да су сви њихови припадници умрли. LEB раздобља је средња дужина живота хипотетичке кохорте за коју се претпоставља да је изложена, од рођења до смрти, извесној стопи смртности уоченој у датој години.
Државне LEB вредности које објављују државни статистички заводи и међународне организације су заправо процене LEB вредности раздобља. У бронзаном и гвозденом добу, LEB је био 26 година. Године 2010. светски LEB је био 67,2 година. Задњих година, у Есватинију LEB је око 49, а у Јапану око 83. Комбинација високе смртности одојчади и умирања младих одраслих особа од несрећа, епидемија, куга, ратова и порођаја, нарочито пре него што је савремена медицина била широко доступна, знатно су снижавали LEB. Али за оне који би преживели ране опасности, животни век од 70 година није био неуобичајен. На пример, друштво са LEB вредношћу од 40 може да има мало људи који умиру са тачно 40 година: већина би умрла пре тридесете или након педесет пете. У популацијама са високом стопом смртности новорођенчади, LEB је веома осетљив на стопу смрти током првих неколико година живота. Због ове осетљивости на смртност одојчади, LEB може бити изложен грубо погрешним интерпретацијама, што доводи до веровања да ће популација са ниским LEB вредностима нужно имати мали број старијих особа. На пример, у хипотетичној стационарној популацији у којој половина популације умире пре узраста од пет година док сви други умиру у својој седамдесетој години, LEB ће бити око 36, али ће око 25% популације имати између 50 и 70 година. Још једна мера, као што је животно очекивање у петој години (e5), може се користити да се искључи ефекат смртности одојчади како би се обезбедила једноставна мера свеукупне стопе смртности, изузев раног детињства; у горе поменутој хипотетичкој популацији, очекивани животни век у петој години би био додатних 65. Агрегатне популационе мере, као што је пропорција популације у различитим старосним групама, такође треба да се користе уз индивидуалне мере као што је формално очекивање животног века кад се анализира структура и динамика становништва.
Математички, очекивани животни век је средња вредност броја година живота које преостају при датом узрасту, под претпоставком да старосно специфичне стопе смртности остају на њиховим недавно мереним нивоима. Овај параметер се означава са {\displaystyle e_{x}},[a] и односи се на просечни број наредних година живота за особу чији је узраст {\displaystyle x}, у складу са датим морталитетним искуством. Дуговечност, максимлни животни век, и очекивано трајање живота нису синоними. Очекивано трајање живота се статистички дефинише као средњи број преосталих година за појединца или групу људи датог узраста. Дуговечност се односи на карактеристике релативно дугог животног века неких чланова популације. Максимални животни век је старост при смрти за најдуже живућу особу врсте. Осим тога, пошто је животни век просек, специфична особа може умрети много година пре или много година након „очекиваног” преживљавања. Термин „максимални животни век” има сасвим другачије значење и у већој мери је повезан са дуговечношћу.
Очекивано трајање живота се такође користи у биљној или животињској екологији; Оно се наводи у табелама смртности (такође познатим као актурарске табеле). Термини очекивано трајање живота се исто тако може користити у контексту произведених објеката, али се сродни термин рок трајања користи за потрошачке производе, а термини „средње време до квара” (енгл. mean time to breakdown - MTTB) и „средње време између кварова” (енгл. mean time between failures - MTBF) се користе у инжењерству.